# Храм Александра Невского (Нижний Тагил)
Храм Святого Благоверного князя Александра Невского — православный храм в городе Нижний Тагил, расположенный на Вересовой горе в частном секторе района Старая Гальянка, недалеко от Тагильского пруда. Относится к Центральному благочинию Нижнетагильской епархии Русской православной церкви.

## Описание
Храм Александра Невского стоит на Вересовой горе, возвышаясь над частным сектором района Старой Гальянки, и хорошо виден с набережной Тагильского пруда в центре города. Храм каменный, пятиглавый, относится к шатровому типу русско-византийского архитектурного стиля и представляет собой единый комплекс с прямоугольным выступом на западной стороне притвора и полукруглым на восточной для алтаря. Северный и южный фасады посредине имеют незначительные выступы. Стены, порталы и забор храма оштукатурены, выкрашены в бежевый цвет. Крыша, купола, навес над крыльцом и воротами металлические, окрашены в тёмно-зелёный цвет.
Стены разделены на два неоднородных по высоте яруса, обрамлённые уступчатыми пилястрами-филёнками. Оконные проёмы арочные, вытянутые. Порталы оформлены с килевидными арками. Храм увенчан пятью главами на шатрах: центральная глава возвышена на большом усечённом шатре, а угловые главы-колоколенки стоят на четырёхгранных сквозных основаниях и увенчаны небольшими шатрами с малыми куполами. Все пять глав имеют луковичные купола с золотыми маковками и крестами. Внутри за четырьмя мощными подкупольными столбами находятся квадратные помещения, откуда ведут лестницы на колокольни.
На территории храма находится небольшой одноэтажный шестигранный бревенчатый домик-флигель, который служит помещением для охраны и для подсобных нужд. Крыша флигеля имеет небольшую маковку с золотым крестом, а цвет крыши более светлый по сравнению с крышей самого храма. Возле флигеля стоит деревянный сарай, выполняющий роль склада. Территория храма находится на возвышенности, укреплённой каменной кладкой и окружённой высоким каменным забором с металлической решёткой наверху, в котором имеется три входа: главный, который расположен напротив центрального восточного входа в храм и обрамлённый тройной каменной аркой под цвет и антураж храма; второй вход находится с севера, и лестница с него ведёт вниз в углубление каменной кладки и далее по склону Вересовой горы к зданию воскресной школы; третий вход является техническим и обычно закрыт, используется для хозяйственных нужд работниками храма.

## История
Храм был заложен 6 августа 1862 года в честь освобождения крестьян от крепостного права. Освящён во имя святого благоверного князя Александра Невского 6 декабря 1877 года. Во время гражданской войны здание храма дважды было пробито артиллерийскими снарядами, из-за чего сильно пострадало. До 1931 года храм был григорианским, а в 1931-35 годах был кафедральным собором обновлённых Нижнетагильских архиереев. Храм был закрыт советской властью в 1940 году и возвращён верующим в 1989 году, в том же году церковь была заново освящена. С 1940 по 1950 год здание храма использовалось как склад для дуста, с 1950 года пустовало и постепенно разрушалось. Ныне храм действует, при нём работают воскресная школа и православная гимназия.
Царские врата иконостаса воссозданы в 1990е годы с включением уцелевших фрагментов подлинного дверного заполнения иконостаса Выйско-Никольской церкви.
Изначальная фресковая роспись центрального плафона купола — сюжет видения императору Константину креста в небесах и надписи «Сим победиши» — в процессе реставрации была заменена на изображение восседающих бок-о-бок Бога-Отца и Бога-Сына с парящим над ними голубем, символом Святого Духа; фресковая роспись парусов центрального свода храма — изображения четырёх канонически евангелистов и нисходящий от них геометрический орнамент на подпарусных фасках — была восстановлена частично.

## Духовенство
- Настоятель храма — протоиерей Геннадий Ведерников[1]

## Престольные праздники
- Александра Невского — Декабрь 6 [по н.с.] (день преставления), Сентябрь 12 [по н.с.] (перенесение мощей)[1]

## Галерея

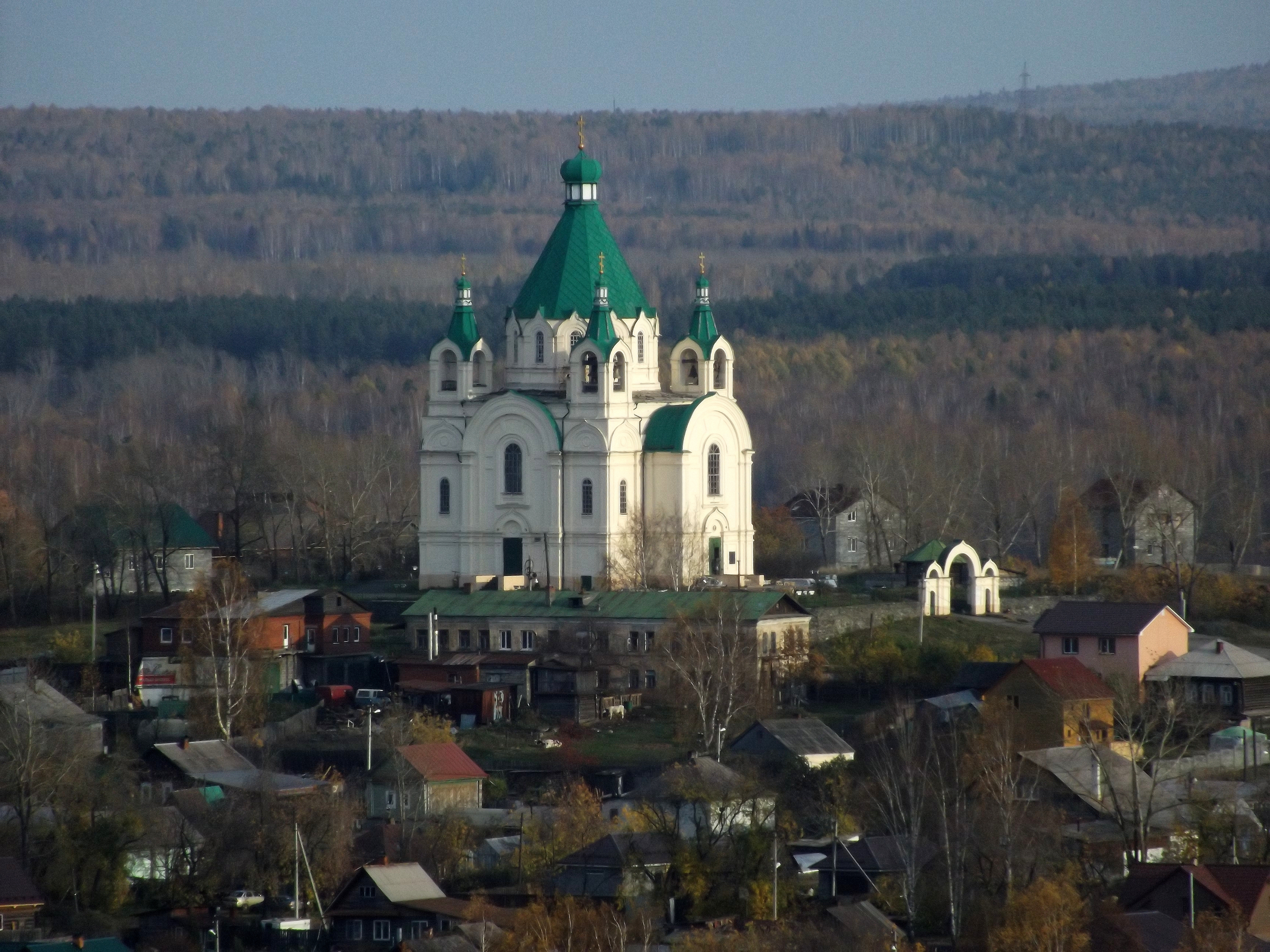
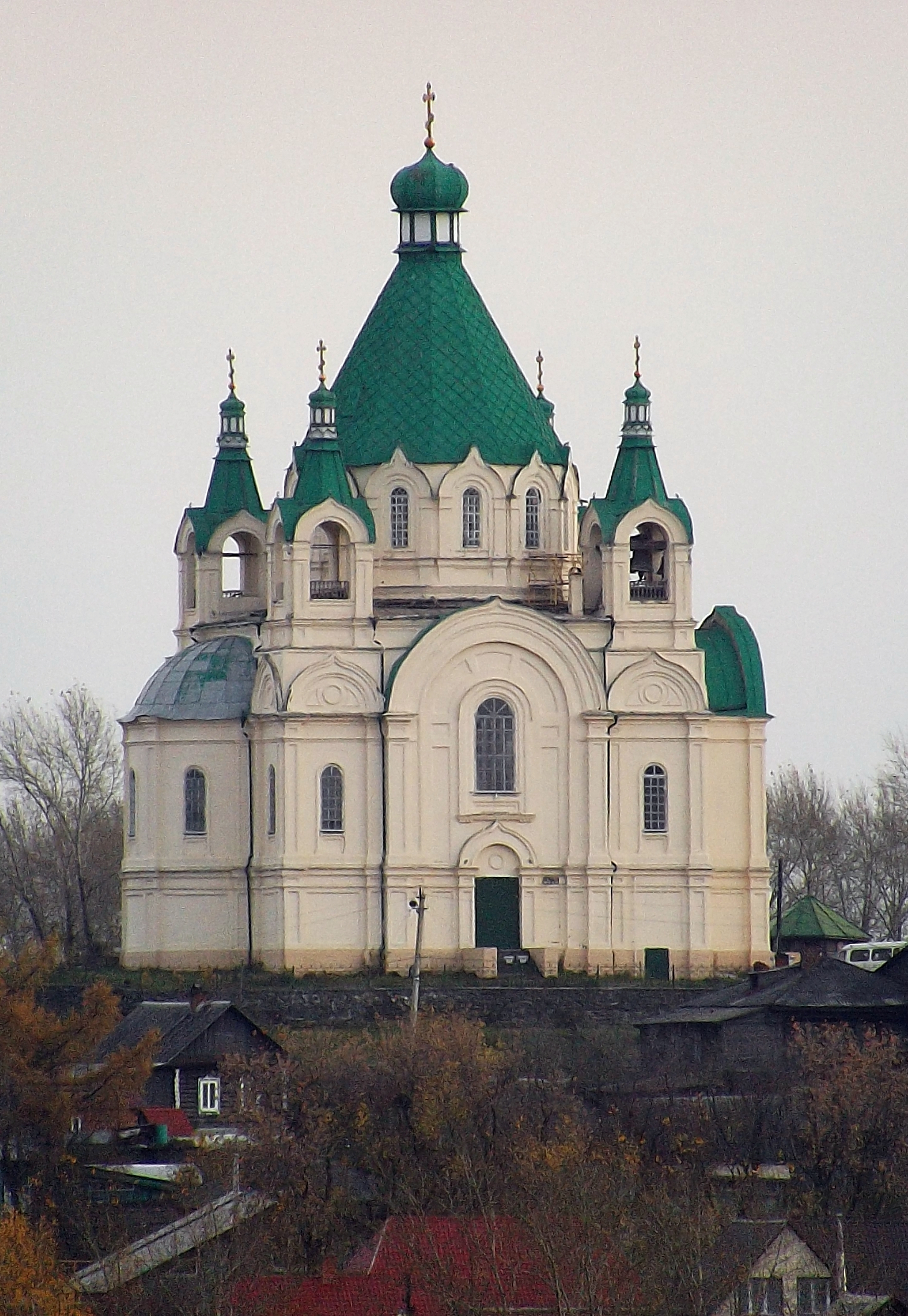
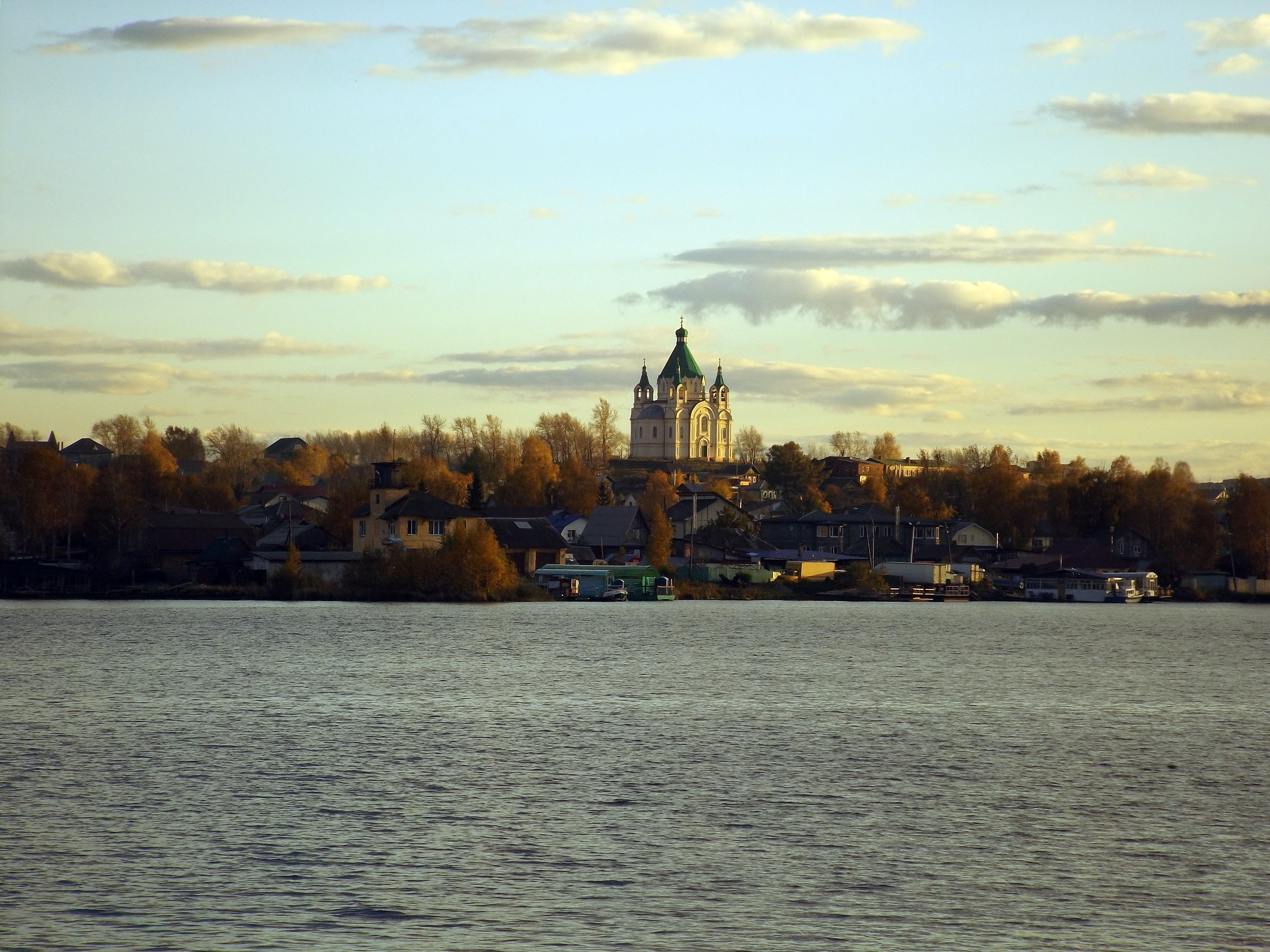
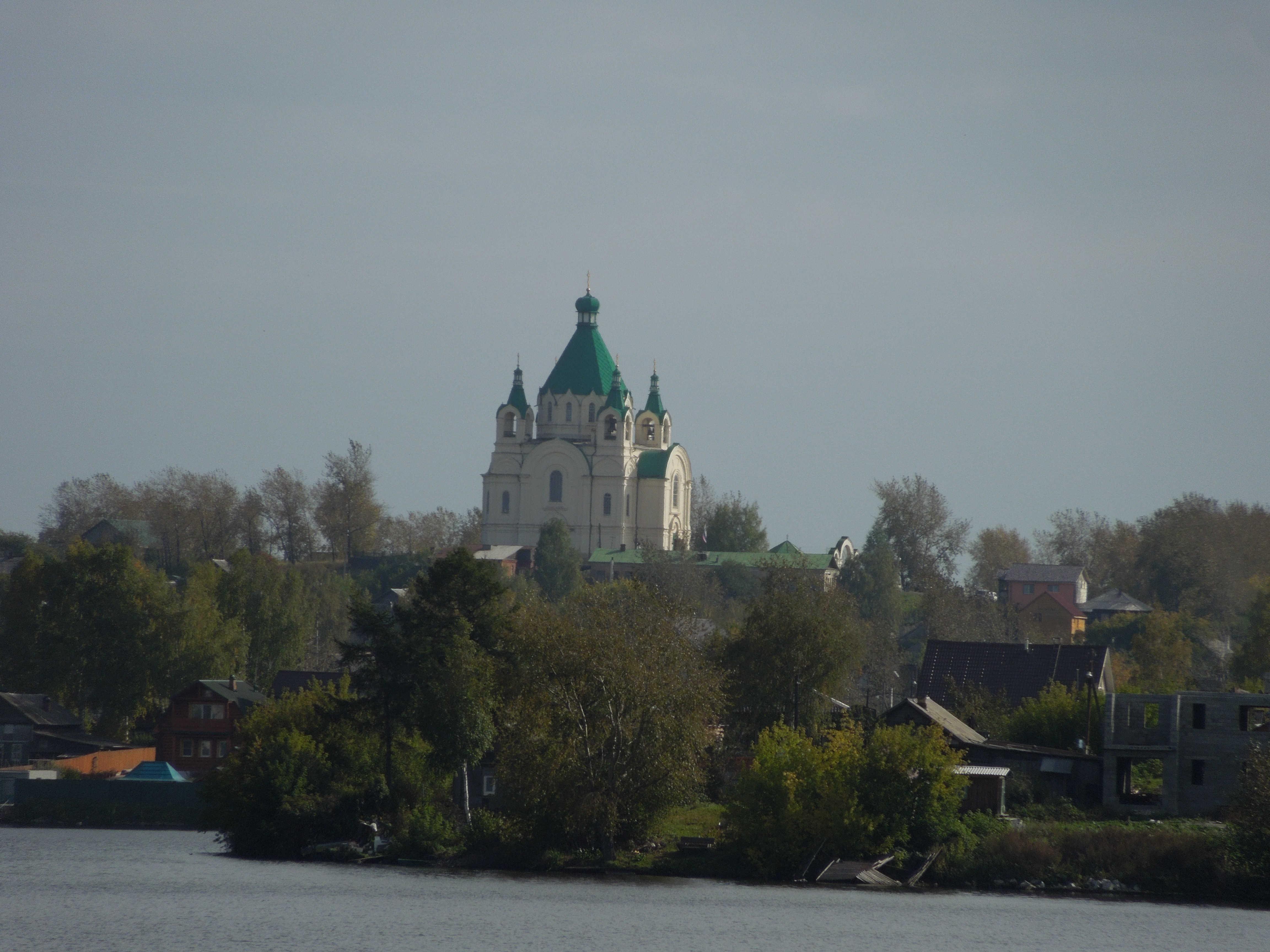
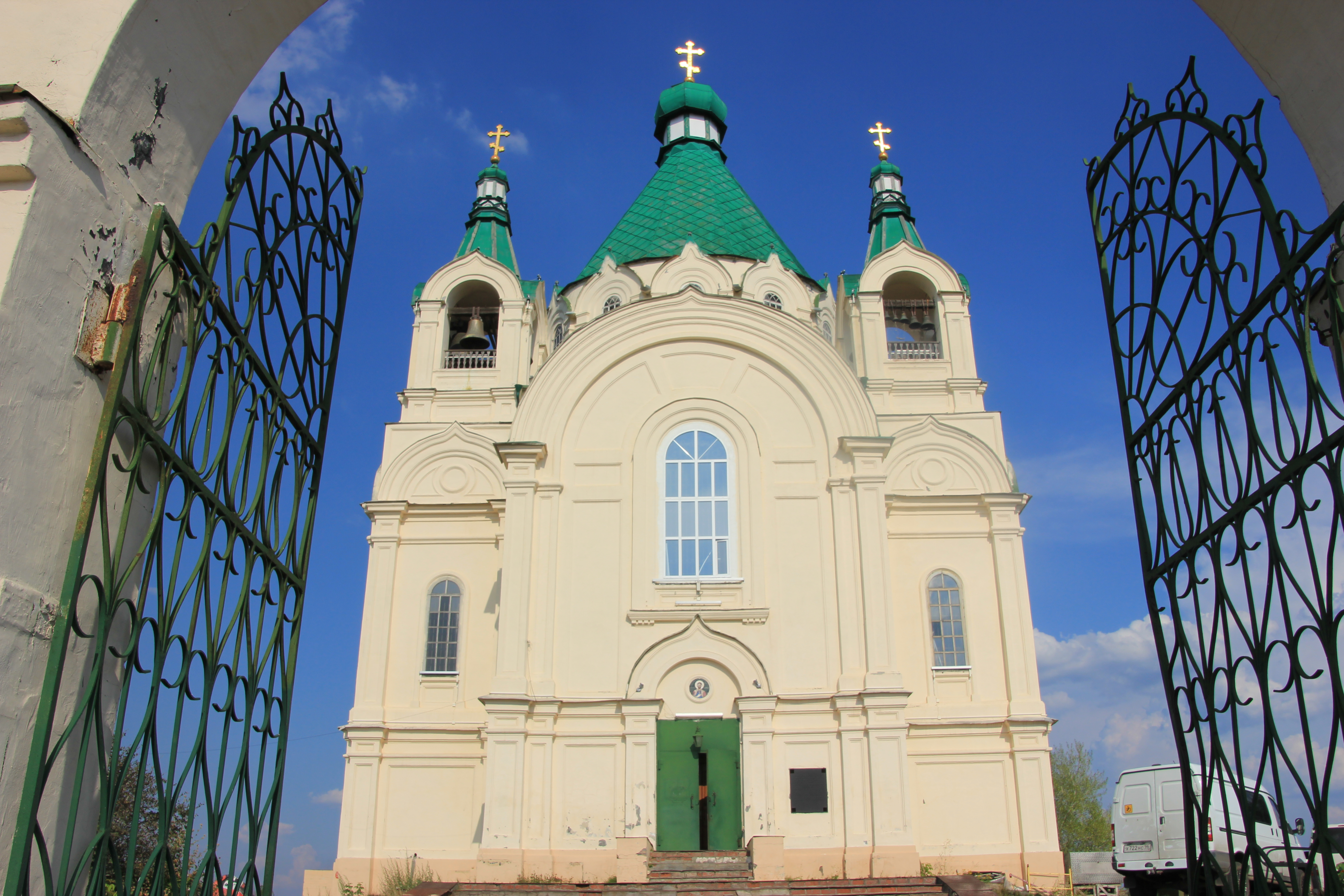
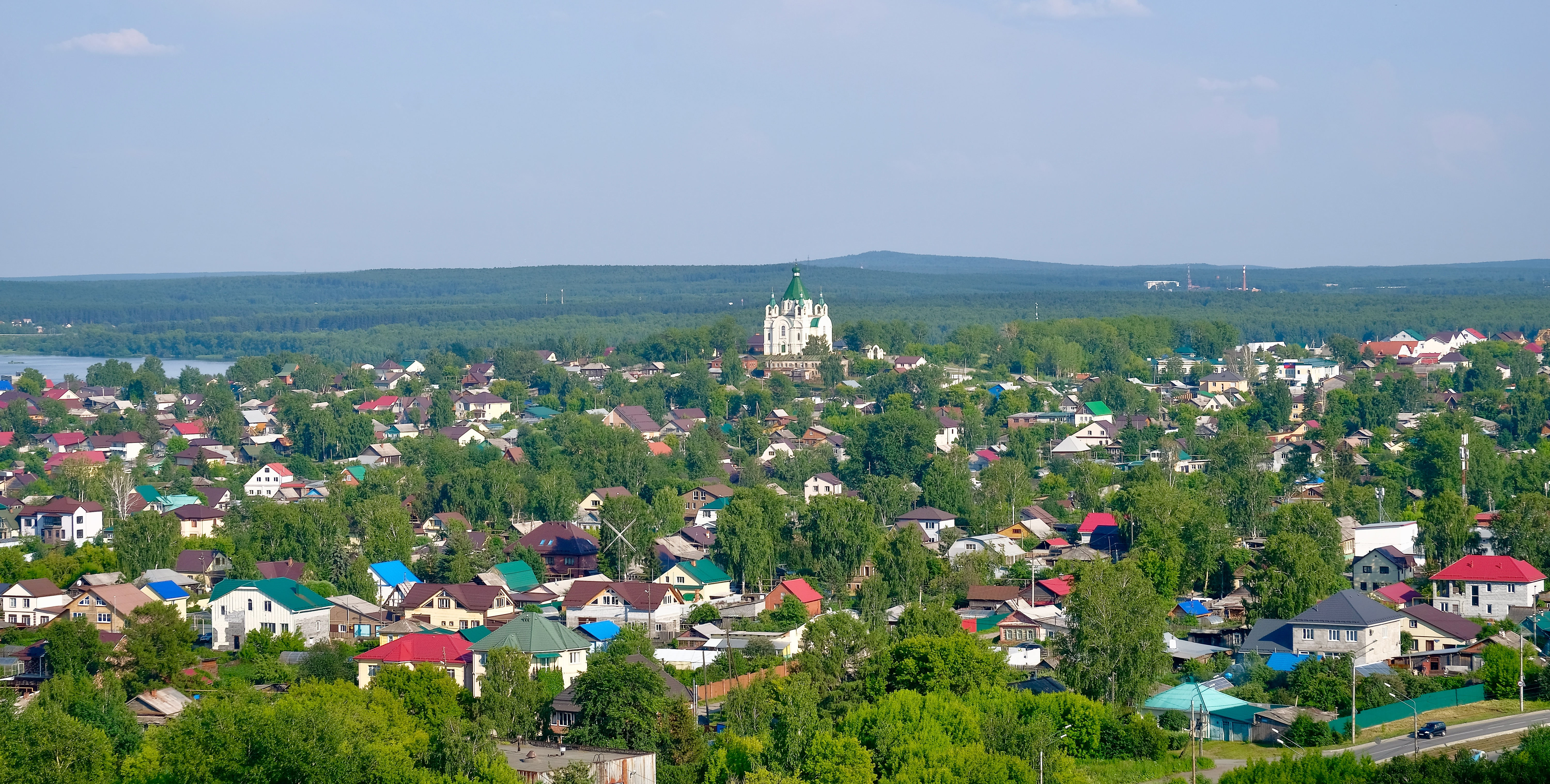
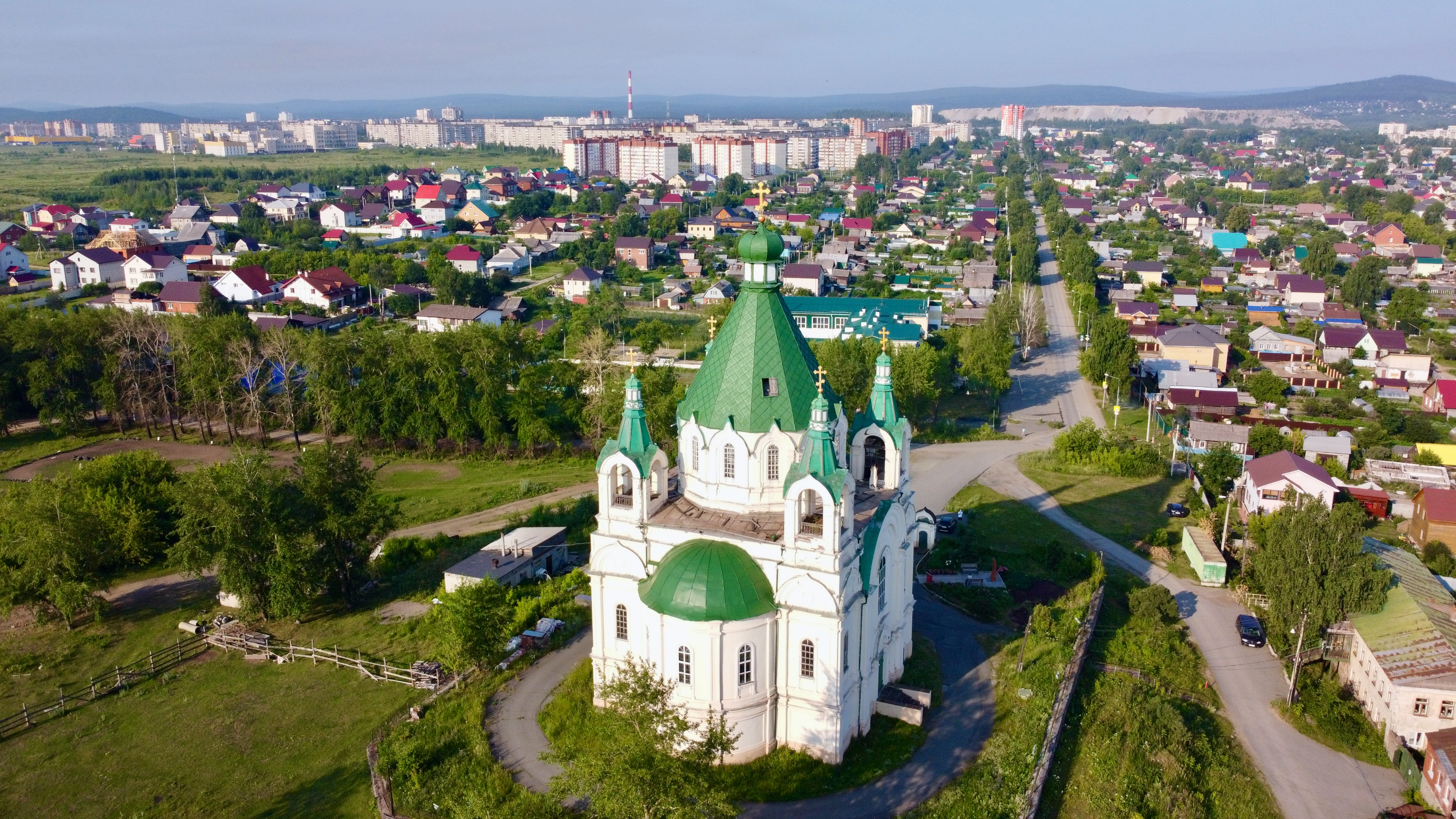
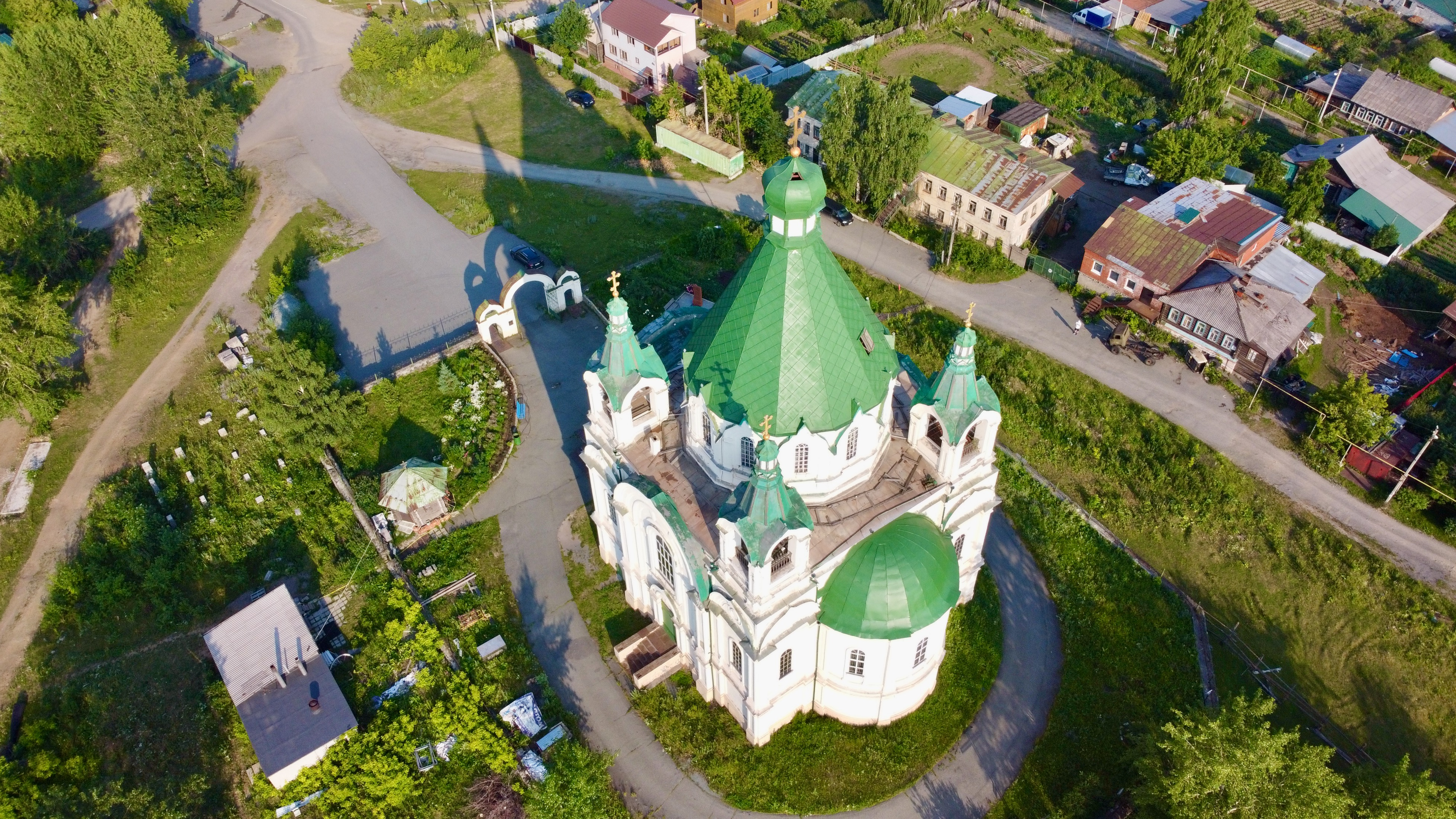

## Примечание
1. 1 2  Храм во имя св. блгв. кн. Александра Невского (г. Нижний Тагил) | Официальный приходской сайт. anevsly-ntagil.cerkov.ru. Дата обращения: 13 сентября 2021. Архивировано 30 марта 2022 года.